# Consiglieri agli Stati della 2ª legislatura della Confederazione Svizzera
Questo elenco riporta i nomi dei Consiglieri agli Stati della 2ª legislatura della Confederazione Svizzera.

## Composizione a inizio legislatura
| Consigliere                     | Cantone            | Orientamento politico  |
| ------------------------------- | ------------------ | ---------------------- |
| Johann Jakob Blumer             | Glarona            | Liberale               |
| François Briatte                | Vaud               | Liberale radicale      |
| Josef Burki                     | Soletta            | Liberale radicale      |
| Josef Fidel Christen            | Uri                | Conservatore           |
| Anton Philipp Ganzoni           | Grigioni           | Liberale radicale      |
| Charles Louis Jeanrenaud        | Neuchâtel          | Liberale radicale      |
| Johann Karl Kappeler            | Turgovia           | Indipendente           |
| Gonzalve A. H. Petitpierre      | Neuchâtel          | Liberale radicale      |
| Johann Jakob Rüttimann          | Zurigo             | Liberale               |
| Johann Jakob Stehlin            | Basilea Città      | Liberale               |
| Karl von Schorno                | Svitto             | Conservatore           |
| Simon Lack                      | Soletta            | Liberale               |
| Placidus sen. Weissenbach       | Argovia            | Liberale               |
| Nicolaus Hermann                | Obvaldo            | Conservatore           |
| Joseph Weber                    | Glarona            | Liberale               |
| H. Jakob Pestalozzi             | Zurigo             | Liberale               |
| Johann Heinrich Ammann          | Sciaffusa          | Liberale               |
| Johannes Roth                   | Appenzello Esterno | Liberale radicale      |
| Johann Baptist Dähler           | Appenzello Interno | Conservatore           |
| Josef X. Leod. Franz Schumacher | Lucerna            | Liberale               |
| Johann Baptist Sidler           | Lucerna            | Liberale               |
| Josef Arnold                    | Uri                | Conservatore           |
| Charles-Louis de Rivaz          | Vallese            | Liberale radicale      |
| Hieronymus Murbach              | Sciaffusa          | Liberale               |
| Joseph Rion                     | Vallese            | Liberale radicale      |
| Martin-Anton Keiser             | Zugo               | Conservatore           |
| Kaspar L. Krieg                 | Svitto             | Conservatore           |
| Johann Uhr                      | Zugo               | Conservatore           |
| Johann Haberstich               | Argovia            | Liberale               |
| Ferdinand Jann                  | Nidvaldo           | Conservatore           |
| Giovan Battista Ramelli         | Ticino             | Liberale radicale      |
| Ludwig Anton Vieli              | Grigioni           | Conservatore           |
| Jos. Felix Marin Würth          | San Gallo          | Liberale radicale      |
| Arnold Otto Aepli               | San Gallo          | Liberale               |
| Jakob Albrecht                  | Turgovia           | Liberale               |
| Abraham Boivin                  | Berna              | Conservatore riformato |
| Karl-Fr. Chatoney               | Friburgo           | Liberale radicale      |
| Pierre-A. Comte                 | Friburgo           | Liberale radicale      |
| Jean-Henri Duchosal             | Ginevra            | Liberale radicale      |
| James Fazy                      | Ginevra            | Liberale radicale      |
| Chr. Albrecht Kurz              | Berna              | Conservatore riformato |
| Eugen Madeux                    | Basilea Campagna   | Liberale radicale      |
| Jules Martin                    | Vaud               | Liberale radicale      |
| Domenico Pedrazzi               | Ticino             | Liberale radicale      |

## Consiglieri uscenti durante la legislatura
| Consigliere                     | Data uscita      | Cantone            | Orientamento politico            |
| ------------------------------- | ---------------- | ------------------ | -------------------------------- |
| Domenico Pedrazzi               | 23 dicembre 1851 | Ticino             | Liberale radicale                |
| Charles-Louis de Rivaz          | 1 maggio 1852    | Vallese            | Liberale radicale                |
| Johann Haberstich               | 1 maggio 1852    | Argovia            | Liberale                         |
| Jules Martin                    | 1 maggio 1852    | Vaud               | Liberale radicale                |
| Hieronymus Murbach              | 1 giugno 1852    | Sciaffusa          | Liberale                         |
| Giovan Battista Ramelli         | 1 giugno 1852    | Ticino             | Liberale radicale                |
| Johann Baptist Dähler           | 1 luglio 1852    | Appenzello Interno | Conservatore                     |
| Anton Philipp Ganzoni           | 1 luglio 1852    | Grigioni           | Liberale radicale                |
| Kaspar L. Krieg                 | 1 novembre 1852  | Svitto             | Conservatore                     |
| Karl von Schorno                | 1 novembre 1852  | Svitto             | Conservatore                     |
| Arnold Otto Aepli               | 1 dicembre 1852  | San Gallo          | Liberale                         |
| Johann Baptist Sidler           | 1 dicembre 1852  | Lucerna            | Liberale                         |
| Ludwig Anton Vieli              | 1 dicembre 1852  | Grigioni           | Conservatore                     |
| Peter Conradin von Planta       | 1 dicembre 1852  | Grigioni           | Liberale radicale                |
| Jos. Felix Marin Würth          | 1 dicembre 1852  | San Gallo          | Liberale radicale                |
| Jean-Henri Duchosal             | 1 gennaio 1853   | Ginevra            | Liberale radicale                |
| Jak. Christoph Schenkel         | 1 gennaio 1853   | Sciaffusa          | Liberale                         |
| Giovanni Airoldi                | 1 febbraio 1853  | Ticino             | Partito dei Popolini, Fusionisti |
| Ambrogio Bertoni                | 1 febbraio 1853  | Ticino             | Liberale radicale                |
| Simon Lack                      | 1 febbraio 1853  | Soletta            | Liberale                         |
| François Briatte                | 1 maggio 1853    | Vaud               | Liberale radicale                |
| J.-Henri-S. Reymond             | 1 maggio 1853    | Vaud               | Liberale radicale                |
| Joseph Rion                     | 1 maggio 1853    | Vallese            | Liberale radicale                |
| Karl-Fr. Chatoney               | 1 giugno 1853    | Friburgo           | Liberale radicale                |
| Georg Peter Friedrich Steiger   | 1 giugno 1853    | San Gallo          | Liberale                         |
| Johann Uhr                      | 1 giugno 1853    | Zugo               | Conservatore                     |
| Gonzalve A. H. Petitpierre      | 1 luglio 1853    | Neuchâtel          | Liberale radicale                |
| Johann Jakob Stehlin            | 1 luglio 1853    | Basilea Città      | Liberale                         |
| Arnold Otto Aepli               | 1 dicembre 1853  | San Gallo          | Liberale                         |
| Jean-Adolphe-Ch. Fontanel       | 1 dicembre 1853  | Ginevra            | Liberale radicale                |
| Ch.-Auguste Rogivue             | 1 dicembre 1853  | Vaud               | Liberale radicale                |
| Josef X. Leod. Franz Schumacher | 1 dicembre 1853  | Lucerna            | Liberale                         |
| Martin-Anton Keiser             | 1 gennaio 1854   | Zugo               | Conservatore                     |
| Alphonse Morand                 | 1 maggio 1854    | Vallese            | Liberale radicale                |
| Jean N.-E. Berchtold            | 1 giugno 1854    | Friburgo           | Liberale radicale                |
| Joh. Georg Oschwald             | 1 giugno 1854    | Sciaffusa          | Liberale                         |
| Aimé Challandes                 | 1 luglio 1854    | Neuchâtel          | Liberale radicale                |
| Charles Louis Jeanrenaud        | 1 luglio 1854    | Neuchâtel          | Liberale radicale                |
| Martin Keiser                   | 1 luglio 1854    | Zugo               | Conservatore                     |
| Domenico Pedrazzi               | 1 luglio 1854    | Ticino             | Liberale radicale                |
| Johann Andreas von Sprecher     | 1 luglio 1854    | Grigioni           | Liberale                         |
| James Fazy                      | 1 ottobre 1854   | Ginevra            | Liberale radicale                |
| Joseph Girard                   | 1 ottobre 1854   | Ginevra            | Liberale radicale                |
| Giovan Battista Ramelli         | 1 ottobre 1854   | Ticino             | Liberale radicale                |

## Consiglieri subentranti durante la legislatura
| Consigliere                    | Data subentro   | Cantone            | Orientamento politico            |
| ------------------------------ | --------------- | ------------------ | -------------------------------- |
| J.-Henri-S. Reymond            | 1 giugno 1852   | Vaud               | Liberale radicale                |
| Giovanni Airoldi               | 5 luglio 1852   | Ticino             | Partito dei Popolini, Fusionisti |
| Ambrogio Bertoni               | 5 luglio 1852   | Ticino             | Liberale radicale                |
| Franz Joseph Heim              | 5 luglio 1852   | Appenzello Interno | Conservatore                     |
| Alphonse Morand                | 5 luglio 1852   | Vallese            | Liberale radicale                |
| Jak. Christoph Schenkel        | 5 luglio 1852   | Sciaffusa          | Liberale                         |
| Samuel D. Schwarz              | 5 luglio 1852   | Argovia            | Liberale                         |
| Peter Conradin von Planta      | 5 luglio 1852   | Grigioni           | Liberale radicale                |
| Johann Bartholome Caflisch     | 10 gennaio 1853 | Grigioni           | Liberale radicale                |
| Jean-Adolphe-Ch. Fontanel      | 10 gennaio 1853 | Ginevra            | Liberale radicale                |
| Anton Hunkeler                 | 10 gennaio 1853 | Lucerna            | Liberale                         |
| Joh. Georg Oschwald            | 10 gennaio 1853 | Sciaffusa          | Liberale                         |
| Georg Peter Friedrich Steiger  | 10 gennaio 1853 | San Gallo          | Liberale                         |
| Johann Andreas von Sprecher    | 10 gennaio 1853 | Grigioni           | Liberale                         |
| Johann Jakob L. Zingg          | 10 gennaio 1853 | San Gallo          | Liberale                         |
| Ch.-E.-Constant Fornerod       | 1 giugno 1853   | Vaud               | Liberale radicale                |
| Ch.-E.-Constant Fornerod       | 1 giugno 1853   | Vaud               | Liberale radicale                |
| Ch.-Auguste Rogivue            | 1 giugno 1853   | Vaud               | Liberale radicale                |
| Arnold Otto Aepli              | 4 luglio 1853   | San Gallo          | Liberale                         |
| Jean N.-E. Berchtold           | 4 luglio 1853   | Friburgo           | Liberale radicale                |
| Aimé Challandes                | 4 luglio 1853   | Neuchâtel          | Liberale radicale                |
| Elias de Courten               | 4 luglio 1853   | Vallese            | Conservatore                     |
| Jos. Meinrad Benedikt Düggelin | 4 luglio 1853   | Svitto             | Conservatore                     |
| Joh. Rudolf Merian             | 4 luglio 1853   | Basilea Città      | Centro                           |
| Domenico Pedrazzi              | 4 luglio 1853   | Ticino             | Liberale radicale                |
| Giovan Battista Ramelli        | 4 luglio 1853   | Ticino             | Liberale radicale                |
| Friedrich Schenker             | 4 luglio 1853   | Soletta            | Democratico                      |
| Nazar von Reding               | 4 luglio 1853   | Svitto             | Indipendente                     |
| Joseph Girard                  | 9 gennaio 1854  | Ginevra            | Liberale radicale                |
| Gustave-Ad. Jaccard            | 9 gennaio 1854  | Vaud               | Liberale                         |
| Martin Keiser                  | 9 gennaio 1854  | Zugo               | Conservatore                     |
| Jost Jos. Nager                | 9 gennaio 1854  | Lucerna            | Liberale                         |
| Carl Georg Jakob Sailer        | 9 gennaio 1854  | San Gallo          | Liberale radicale                |
| Josef Leonz sen. Schmid        | 9 gennaio 1854  | Zugo               | Conservatore                     |
| Maurice-Eugène Filliez         | 3 luglio 1854   | Vallese            | Liberale radicale                |
| Aimé Humbert-Droz              | 3 luglio 1854   | Neuchâtel          | Liberale radicale                |
| Caspar Latour                  | 3 luglio 1854   | Grigioni           | Liberale                         |
| Hieronymus Murbach             | 3 luglio 1854   | Sciaffusa          | Liberale                         |
| D. Frédéric Verdan             | 3 luglio 1854   | Neuchâtel          | Liberale radicale                |